# Ramb I
La Ramb I è stata una bananiera veloce italiana, utilizzata durante la seconda guerra mondiale come incrociatore ausiliario dalla Regia Marina.

## Premesse e costruzione

La Ramb I pronta al varo nei cantieri Ansaldo di Genova

Nella seconda metà degli anni trenta il Ministero delle colonie del Regno d'Italia, avendo la necessità di trasportare nel territorio metropolitano le banane prodotte in Somalia, all'epoca colonia italiana, ordinò quattro unità dotate di un'autonomia sufficiente per effettuare il percorso da Mogadiscio a Napoli senza soste intermedie ed a pieno carico. In base a queste necessità furono costruite 4 navi frigorifere che dovevano essere gestite dalla Regia Azienda Monopolio Banane (RAMB, con sede a Roma), due nei CRDA di Monfalcone e due, tra cui la Ramb I, nei cantieri Ansaldo di Genova- Sestri Ponente. Costruita tra l'ottobre 1936 ed il dicembre 1937 (numero di scafo 308), la Ramb I venne iscritta con matricola 2176 al Compartimento marittimo di Genova ove fu sottoposta alla visita di prima classe nel dicembre 1937..
Navi medio-piccole ma molto moderne per l'epoca, le quattro RAMB, munite di quattro stive e di quindici picchi di carico (dodici da cinque tonnellate, uno da 30 a prua, uno da 15 a poppa ed uno da 1500 kg per l'apparato motore), potevano imbarcare 2418 tonnellate di carico, nonché dodici passeggeri, due dei quali in appartamenti di lusso con camera da letto, salotto e servizi e dieci in camerini a due letti, uno dei quali provvisto di bagno, mentre per gli altri vi era un bagno ogni due camerini. La nave era anche dotata di un ponte riservato esclusivamente ai passeggeri (separato da quelli per l'equipaggio), di una sala da pranzo con vista su tutti i lati tranne che a poppa e di due verande-fumatoi vetrate. Le sistemazioni dei passeggeri erano anche provviste di aria condizionata. Per passeggeri di equipaggio vi erano due imbarcazioni di salvataggio, con una capienza di cento posti.
Progettata, come le altre, dall'ing. Luigi Barberis, Maggiore Generale del Genio Navale, la Ramb I, che stazzava 3666,91 tonnellate di stazza lorda e 2179,49 tonnellate di stazza netta, raggiunse alle prove la velocità di 18,50 nodi (quella di crociera era invece di 17 nodi). Lo scafo, in acciaio, con prua arrotondata e poppa ad incrociatore, era diviso in sette compartimenti da sei paratie stagne trasversali, con un ponte e 647 metri cubi di doppi fondi continui. Vi erano tre cisterne (anteriore, centrale per nafta e posteriore) con capacità rispettiva di 40, 215 e 73 metri cubi. La nave aveva un ponte principale, un ponte di sovrastruttura completa con cassero e tughe a centro nave, un cassero di 15,20 metri a prua ed una tughetta a poppa. Il profilo dell'unità era caratterizzato da due alberi da carico (uno a prua ed uno a poppa) e da un fumaiolo a centro nave. Le catena delle ancore avevano un diametro di 52 mm.

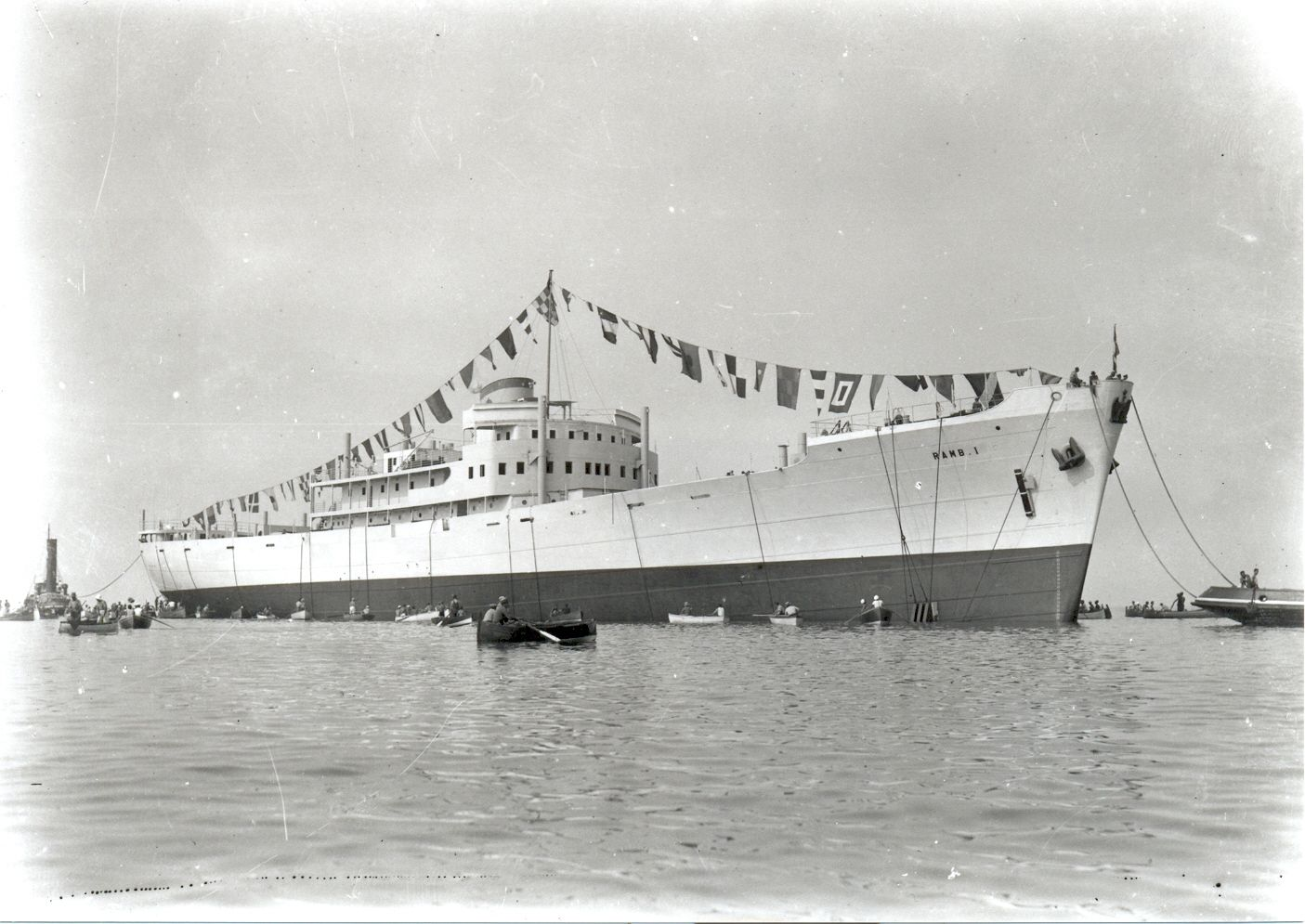
22 luglio 1937: il varo della Ramb I

L'apparato propulsivo era costituito da due motori diesel FIAT a due tempi e nove cilindri del diametro di 520 mm e corsa di 820 mm, che consumavano 40,9 kg di nafta per miglio alla velocità di 17 miglia orarie (inclusa la nafta consumata dai gruppi elettrogeni), ovvero 165 grammi di nafta per cavallo all'ora (inclusi i motori ausiliari): tale consumo era estremamente ridotto. Nelle prove contrattuali la nave viaggiò a 18,5 nodi per sei ore; nelle prove successive con mille tonnellate di carico vennero raggiunti anche i 21 nodi.
In base a disposizioni legislative precedenti, fin dalla costruzione delle unità era prevista la possibilità di trasformarle in incrociatori ausiliari, con 4 pezzi da 120/40 mm in coperta. I materiali per la militarizzazione delle navi furono posti in deposito a Massaua per due unità ed a Napoli per le altre due.
Nei due anni di pace in cui si trovò ad operare la Ramb I venne impiegata per il trasporto delle banane dalla Somalia a Venezia, Napoli e Genova, trasportando merci di vario genere in Somalia nei viaggi di andata.

## La seconda guerra mondiale
Il 10 giugno 1940, alla data dell'entrata dell'Italia nella seconda guerra mondiale, l'unica della quattro navi a trovarsi nel Mediterraneo era la Ramb III, mentre le altre tre si trovavano nel Mar Rosso, quindi senza alcuna possibilità di collegarsi con il territorio metropolitano. La Ramb I, così come le Ramb II e IV, era a Massaua, in Eritrea, dove venne messa a disposizione del Comando Navale Africa Orientale Italiana. 

La Ramb I nella rada di Merca, in Somalia, in attesa di imbarcare il carico di banane

Già il giorno precedente la dichiarazione di guerra, il 9 giugno 1940, la Ramb I era stata requisita, a Massaua, dalla Regia Marina. Iscritta nel ruolo del naviglio ausiliario dello Stato quale incrociatore ausiliario (così come la Ramb II, mentre la IV, inizialmente inutilizzata – probabilmente per il fatto che le dotazioni inviate a Massaua, come sopra detto, erano per due sole navi, mentre quelle per le altre due si trovavano a Napoli –, venne poi convertita in nave ospedale), la nave venne armata con quattro cannoni da 120/45 mm (o 120/40) e due (o quattro) mitragliere da 13,2 mm (la trasformazione venne compiuta a Massaua).
Inserita nella Flotta del Mar Rosso, nel corso delle operazioni militari in Africa Orientale Italiana la Ramb I non fu molto attiva, stazionando a Massaua e limitando la propria attività ad una singola ed infruttuosa incursione in Mar Rosso, come ‘nave corsara’, alla ricerca di naviglio mercantile nemico, nell'agosto 1940, missione che fu interrotta proprio perché non risultò possibile trovare navi da attaccare. A parte alcune brevi crociere lungo le coste eritree, la nave venne usata principalmente per la difesa contraerea di Massaua dai bombardamenti aerei.
L'inizio dell'Operazione Compass in Africa settentrionale e la sconfitta delle truppe italiane a Sidi el Barrani, tra il 9 ed il 12 dicembre 1940, segnò definitivamente l'impossibilità per le truppe italiane della Libia di raggiungere l'Africa Orientale Italiana in tempo per spezzarne l'accerchiamento, essendo previsto che le scorte di carburante di tale possedimento si sarebbero esaurite entro il giugno 1941. In previsione della futura ed inevitabile caduta di tale colonia, venne pianificata la partenza dall'Eritrea delle poche navi dotate di autonomia sufficiente ad affrontare lunghe traversate verso l'Estremo Oriente o verso la Francia occupata, e la distruzione di tutte le altre navi per evitarne la cattura. Le unità in grado di affrontare una traversata oceanica violando il blocco nemico furono individuate nelle motonavi mercantili India ed Himalaya, nel piroscafo Piave, nella nave coloniale Eritrea e nelle gemelle Ramb I e Ramb II, oltre che nei sommergibili Perla, Guglielmotti, Archimede e Galileo Ferraris: tutte tali unità partirono tra febbraio e marzo 1941, con diverse destinazioni e differenti sorti (i sommergibili raggiunsero Bordeaux in Francia, l'India ed il Piave furono costretti a rinunciare al viaggio ed a rientrare ad Assab, mentre l'Himalaya raggiunse il Sud America, da dove poi si trasferì a Bordeaux).
In particolare, Ramb I, Ramb II ed Eritrea lasciarono Massaua intorno al 20 febbraio 1941, a breve intervallo di tempo l'una dall'altra, con destinazione rispettivamente Nagasaki (i due incrociatori ausiliari) e Kōbe (l'Eritrea), nel neutrale ed amico Giappone (da dove si pensava poi di utilizzare tali navi come navi corsare, impiego al quale la Kriegsmarine aveva destinate con successo diversi incrociatori ausiliari: le Ramb avrebbero attaccato il traffico nemico dopo essersi rifornite in Giappone). Il Ramb I salpò da Massaua il 20 febbraio, al comando del capitano di corvetta Bonezzi. Dopo la partenza da Massaua le tre unità superarono dapprima lo stretto di Perim (eludendo la sorveglianza operata da unità della Royal Navy ed aerei della Royal Air Force con base ad Aden ed a Socotra), quindi lo stretto di Bab el-Mandeb ed il golfo di Aden (la Ramb I vi transitò nella notte del 21 febbraio, avvistando anche, al largo di Socotra, una nave sconosciuta, ed evitando contatti), per poi passare tra Capo Guardafui e Ras Hafun ed entrare così nell'Oceano Indiano. Opportunamente camuffate, le tre navi italiane non ebbero particolari problemi, al di là di alcuni sporadici avvistamenti, rapidamente elusi.
Alle 5.10 (ora italiana) del 27 febbraio 1941, tuttavia, il Ramb I, in navigazione nel Mare Arabico settentrionale, al largo delle Maldive, s'imbatté nell'incrociatore leggero neozelandese Leander, nettamente superiore in corazzatura (del tutto assente sull'ex bananiera), velocità e potenza di fuoco. Il Leander, distaccato a Bombay dal convoglio «US 9», era in navigazione in quelle acque alla ricerca dell'incrociatore tedesco Admiral Scheer, che si riteneva si trovasse in zona, nonché di navi corsare tedesche, camuffate da navi mercantili: dopo aver ricevuto notizia della caduta di Mogadiscio, ritenendo che qualche nave italiana, fuggita dal porto somalo e diretta in Estremo Oriente, potesse transitare in zona, il comandante dell'incrociatore, capitano di vascello Bevan, aveva modificato la rotta intorno alle sette del mattino (quando si trovava 28 miglia a nord dell'Equatore e 320 miglia ad ovest delle Maldive), dirigendo verso nord. Secondo alcune fonti la nave avversaria, dopo aver ridotto le distanze a meno di 6 miglia, intimò alla Ramb I, mediante segnalazioni al proiettore, di fermare le macchine e fornire le proprie generalità (la nave italiana era infatti camuffata e batteva bandiera britannica). L'incrociatore ausiliario replicò fornendo generalità false, ed il Leander, dopo aver segnalato «Well», richiese il nominativo segreto di guerra. Non potendo rispondere a tale domanda, il comandante Bonezzi decise che non vi erano ormai alternative allo scontro: ammainata la bandiera britannica ed issato il Tricolore italiano, la Ramb I aprì il fuoco contro l'incrociatore nemico, dando inizio ad un violento combattimento durato una ventina di minuti (per altre fonti oltre mezz'ora).
Per altre fonti, il Leander avvistò il Ramb I alle 10.37 (ora neozelandese) proprio a proravia, aumentando la velocità a 23 e notando, man mano che le distanze diminuivano, che la nave sconosciuta aveva un cannone montato sul proprio castello di prua e che la sagoma appariva simile a quella delle bananiere italiane della classe RAMB: ciò insospettì il comandante della nave neozelandese, che alle 11.15 ordinò il posto di combattimento ed alle 11.25 intimò all'unità sconosciuta di issare la propria bandiera. La Ramb I issò quindi la bandiera britannica, dopo di che il Leander ordinò di segnalare il proprio nominativo di chiamata internazionale, ottenendo però in risposta quattro lettere non presenti nell'elenco dei nominativi britannici: a questo punto l'incrociatore neozelandese effettuò il segnale di riconoscimento, ma la Ramb I non rispose e mantenne invariate rotta e velocità. A bordo della nave avversaria era stato preparato un drappello di preda ed alle 11.45 il Leander ordinò all'incrociatore ausiliario di fermarsi immediatamente: la Ramb I non dette alcuna risposta, ma pochi minuti dopo issò la bandiera della Marina mercantile italiana e puntò i propri cannoni contro la nave nemica, che si trovava a meno di 2750 metri di distanza, in buona posizione per essere colpita.

Alle 11.53 la Ramb I aprì il fuoco, e mezzo minuto dopo il Leander reagì sparando una prima bordata: il tiro della nave italiana risultò corto ed irregolare, con non più di tre colpi tirati da ciascun cannone (l'equipaggio non aveva del resto avuto modo di ricevere un adeguato addestramento al combattimento). La prima salva della nave italiana, sparata da oltre 2700 metri, risultò troppo corta, ma alcune schegge colpirono la nave nemica; la terza salva cadde sul ponte di coperta dell'unità neozelandese, senza però che i proiettili scoppiassero (la corazzatura dell'incrociatore era infatti in grado di resistere a proiettili di maggiore calibro). Un proiettile da 120 mm andò a segno, colpendo la nave nemica, ma non produsse alcun danno grave. 

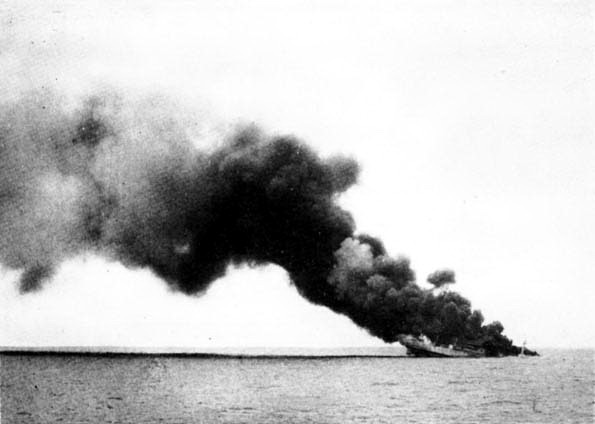
Il Ramb I in affondamento.

 Il Leander, da parte sua, ridusse ulteriormente la distanza e continuò a fare fuoco con maggiore precisione: l'incrociatore ausiliario venne quindi raggiunto da tutti i colpi sparati dalla nave nemica, subendo vittime e feriti tra l'equipaggio e gravi danni. Dopo aver messo a segno cinque bordate (secondo alcune fonti, nel giro di un minuto), il Leander osservò i risultati del proprio tiro, e, mediante le bandiere per le segnalazioni, chiese alla nave italiana se fosse intenzionata ad arrendersi. A bordo del Ramb I, nella zona prodiera (centrata dalla quasi totalità dei colpi andati a segno, uno dei quali aveva aperto un grosso squarcio, attraverso il quale da bordo del Leander fu notato l'incendio scoppiato sottocoperta), era scoppiato un violento incendio, ed il comandante Bonezzi dovette constatare l'impossibilità di proseguire il combattimento senza sacrificare inutilmente l'equipaggio: venne quindi ammainata la bandiera, dopo di che il Leander cessò il fuoco. Mentre l'incrociatore avversario si avvicinava, fu dato l'ordine di accendere le micce per l'autoaffondamento ed abbandonare la nave. Mentre due lance si allontanavano dalla nave in fiamme (altri membri dell'equipaggio si tuffarono in mare o si calarono in acqua dalle fiancate), il Leander mise a mare un'imbarcazione con a bordo la propria squadra di preda, con l'ordine di abbordare la nave e, se possibile, impedirne l'affondamento. Un ufficiale italiano che si trovava in acqua richiamò l'attenzione della squadra di preda della nave nemica ed avvertì di non salire a bordo, dato che la nave, divorata dalle fiamme, aveva a bordo una consistente quantità di munizioni, che avrebbe potuto esplodere: il drappello neozelandese rinunciò così alla cattura della nave. Mentre l'incendio si estendeva verso poppa, si verificò una violenta esplosione sotto il ponte di comando, con fumo e fiamme che s'innalzarono per decine di metri mentre la nave, che presentava la prua al vento, si appruava. Alle 12.43 la violenta esplosione della polveriera pose fine all'agonia della nave italiana, che s'inabissò cinque minuti più tardi in posizione 01°00' N e 68°30' E (200 miglia ad est delle Maldive), tra gli arcipelaghi delle Chagos e delle Maldive, lasciando una fitta nube di fumo ed olio in fiamme sulla superficie del mare.
Il Leander recuperò i propri uomini della squadra di preda e tutti i superstiti della nave italiana. Tra l'equipaggio italiano risultò esservi stata un'unica vittima, uccisa dall'esplosione di un proiettile durante il combattimento, mentre il Leander aveva tratto in salvo 103 uomini: il comandante Bonezzi, dieci ufficiali e 92 tra sottufficiali e marinai, cinque dei quali feriti (uno in maniera grave), che furono accolti con l'onore delle armi (il comandante della nave neozelandese si congratulò con Bonezzi per aver scelto di affrontare un combattimento in tali condizioni d'imparità). Il marinaio gravemente ferito morì nel pomeriggio dello stesso giorno a causa delle ustioni riportate, mentre veniva sottoposto ad un intervento chirurgico, portando così a due le vittime dello scontro: la salma venne sepolta in mare con gli onori militari al tramonto. Il Leander trasportò poi i superstiti nell'atollo di Addu, ove li sbarcò il giorno seguente. Lo stesso 28 febbraio l'equipaggio italiano, accompagnato da una scorta di 19 uomini del Leander comandati da un ufficiale (il capitano di fregata B. E. W. Logan), venne imbarcato sulla nave cisterna Pearleaf e trasferito nei campi di prigionia di Colombo (Ceylon), dove arrivò il 2 marzo e dove rimase per quattro anni .

## Galleria d'immagini

21 luglio 1937: la Ramb I pronta al varo.
Un'altra immagine della Ramb I nella rada di Merca, in Somalia.